# Campeonato Maranhense de Futebol de 2018
O Campeonato Maranhense de Futebol de 2018 foi a 97ª edição da competição organizada pela Federação Maranhense de Futebol. A competição garantirá duas vagas na Copa do Brasil de 2019 e uma na Copa do Nordeste de 2019 e Série D do Brasileiro de 2019.

## Regulamento
A competição será realizada em turno único. As equipes disputarão a primeira fase em um sistema de pontos corridos em jogos só de ida, totalizando 7 rodadas na fase classificatória. Os quatro melhores colocados da fase garantem vaga na segunda fase. A equipe que tiver ficado em 8° lugar na classificação estará rebaixada para a segunda divisão de 2019.
A segunda fase do campeonato será as semifinais. As quatro equipes classificadas jogarão as semifinais em jogos de ida e volta (1° Lugar X 4° Lugar e 2° Lugar X 3° Lugar), o mando de campo do segundo jogo serão das equipes que tiverem ficado em 1° e 2° Lugar na primeira fase. Os vencedores dos confrontos estarão classificadas para a terceira fase.
A terceira fase do campeonato será a final. As duas equipes classificadas jogarão as finais em jogos de ida e volta, o mando de campo do segundo jogo será da equipe que tiver o melhor índice técnico na competição. O vencedor dos confrontos será declarado campeão do Estadual de 2018.

### Critérios de Desempate
Em todas as fases, os critérios de desempate serão usados na seguinte forma:
1. Maior número de pontos;
2. Maior número de vitórias;
3. Maior saldo de gols;
4. Maior número de gols marcados;
5. Maior número de pontos no confronto direto (inaplicável para empates com 3 ou mais equipes);
6. Maior saldo de gols no confronto direto (inaplicável para empates com 3 ou mais equipes);
7. Menor número de cartões vermelhos;
8. Menor número de cartões amarelos;
9. Sorteio.

Os dois primeiros colocados no Maranhense 2018 disputarão a Copa do Brasil. Já o campeão, além da Copa do Brasil, disputará a fase de grupos da Copa do Nordeste e a Série D do Brasileiro de 2019. Caso o Sampaio Corrêa vença o campeonato, os melhores classificados abaixo disputarão a quarta divisão nacional, uma vez que o Sampaio Corrêa já disputa a Série B em 2018.

## Primeira Fase

### Classificação
| Pos | Equipes        | Pts | J | V | E | D | GP | GC | SG | Zona de classificação            |
| --- | -------------- | --- | - | - | - | - | -- | -- | -- | -------------------------------- |
| 1   | Moto Club      | 15  | 7 | 4 | 3 | 0 | 17 | 10 | +7 | Classificados para as Semifinais |
| 2   | Imperatriz     | 13  | 7 | 4 | 1 | 2 | 12 | 8  | +4 | Classificados para as Semifinais |
| 3   | São José-MA    | 11  | 7 | 3 | 2 | 2 | 11 | 10 | +1 | Classificados para as Semifinais |
| 4   | Maranhão       | 11  | 7 | 3 | 2 | 2 | 7  | 6  | +1 | Classificados para as Semifinais |
| 5   | Sampaio Corrêa | 10  | 7 | 3 | 1 | 3 | 10 | 7  | +3 | Eliminados na Fase               |
| 6   | Cordino        | 9   | 7 | 2 | 3 | 2 | 9  | 9  | 0  | Eliminados na Fase               |
| 7   | Santa Quitéria | 5   | 7 | 1 | 2 | 4 | 7  | 16 | –9 | Eliminados na Fase               |
| 8   | Bacabal        | 3   | 7 | 1 | 0 | 6 | 2  | 9  | –7 | Rebaixado à Série B              |

| Pos | 1ª  | 2ª  | 3ª  | 4ª  | 5ª  | 6ª  | 7ª  |
| --- | --- | --- | --- | --- | --- | --- | --- |
| 1   | SAM | SAM | SAM | SAM | IMP | MOT | MOT |
| 2   | IMP | MOT | MOT | SJO | MOT | SJO | IMP |
| 3   | MAC | MAC | MAC | IMP | SJO | MAC | SJO |
| 4   | MOT | IMP | IMP | MOT | MAC | IMP | MAC |
| 5   | SJO | COR | COR | COR | SAM | COR | SAM |
| 6   | COR | STQ | SJO | MAC | COR | SAM | COR |
| 7   | STQ | SJO | STQ | BAC | BAC | BAC | STQ |
| 8   | BAC | BAC | BAC | STQ | STQ | STQ | BAC |

## Fase Final
Em itálico, os times que possuem o mando de campo no primeiro jogo do confronto e em negrito os times classificados.
|  | Semifinais  | Semifinais | Semifinais | Semifinais |   |           | Final | Final | Final | Final |
|  |             |            |            |            |   |           |       |       |       |       |
|  | Maranhão    | 0          | 1          | 1          |   |           |       |       |       |       |
|  | Moto Club   | 0          | 1          | 1          |   |           |       |       |       |       |
|  | Moto Club   | 0          | 1          | 1          |   | Moto Club | 3     | 1     | 4     |       |
|  |             |            |            |            |   | Moto Club | 3     | 1     | 4     |       |
|  |             | Imperatriz | 0          | 2          | 2 |           |       |       |       |       |
|  | São José-MA | Imperatriz | 0          | 2          | 2 | 0         | 0     | 0     |       |       |
|  | São José-MA |            |            |            |   | 0         | 0     | 0     |       |       |
|  | Imperatriz  | 0          | 4          | 4          |   |           |       |       |       |       |

## Premiação final
| Campeonato Maranhense 2018     |
| São Luís                       |
| ------------------------------ |
| Moto Club Campeão (26º título) |

## Estatísticas

### Público por equipe
| Pos. | Equipe         | J  | Acumulado | Média |
| ---- | -------------- | -- | --------- | ----- |
| 3    | Sampaio Corrêa | 3  | 7 176     | 2 392 |
| 8    | Imperatriz     | 5  | 8 641     | 1 728 |
| 7    | Moto Club      | 5  | 8 403     | 1 680 |
| 1    | Maranhão       | 4  | 4 871     | 1 217 |
| 4    | Cordino        | 4  | 1 754     | 438   |
| 6    | Bacabal        | 4  | 985       | 246   |
| 5    | Santa Quitéria | 4  | 929       | 232   |
| 2    | São José-MA    | 4  | 584       | 146   |
| –    | Total          | 33 | 33 343    | 1 010 |

### Maiores públicos
Esses são os dez maiores públicos do Campeonato acima de 1 mil pagantes:
Fonte: Federação Maranhense